# Vallée des Chapieux
La vallée des Chapieux est une vallée de France située en Savoie, entre le massif du Beaufortain à l'ouest et celui des Alpes grées à l'est, sur le cours du torrent des Glaciers, en aval du hameau des Chapieux. Cette vallée glaciaire communique vers l'aval au sud avec la vallée de la Tarentaise à Bourg-Saint-Maurice et vers l'amont au nord-est avec la vallée des Glaciers et le massif du Mont-Blanc et vers l'ouest avec le Beaufortain via le Cormet de Roselend.

## Histoire
En août 1944, la vallée est le lieu d'un affrontement entre une unité de la Wehrmacht et des partisans des maquis de Tarentaise et du Beaufortain.